# 舎熊神社
舎熊神社（しゃくまじんじゃ）は、北海道増毛郡増毛町舎熊に所在する神社。旧社格は村社。
祭神は事代主大神、保食大神。境内には歓喜堂がある。

## 歴史
1861年（文久元年）5月、伊達林右衛門が中歌トマリの守護神として恵比寿神（事代主神）を祀る。
1877年（明治10年）ころ、舎熊に遷座。
1884年（明治17年）、本殿を建築して恵比寿神社と称した。
1899年（明治32年）7月、保食神を合祀して舎熊神社と改称。
1940年（昭和15年）、村社となる。
1946年（昭和21年）、宗教法人となる。

## 舎熊遺跡

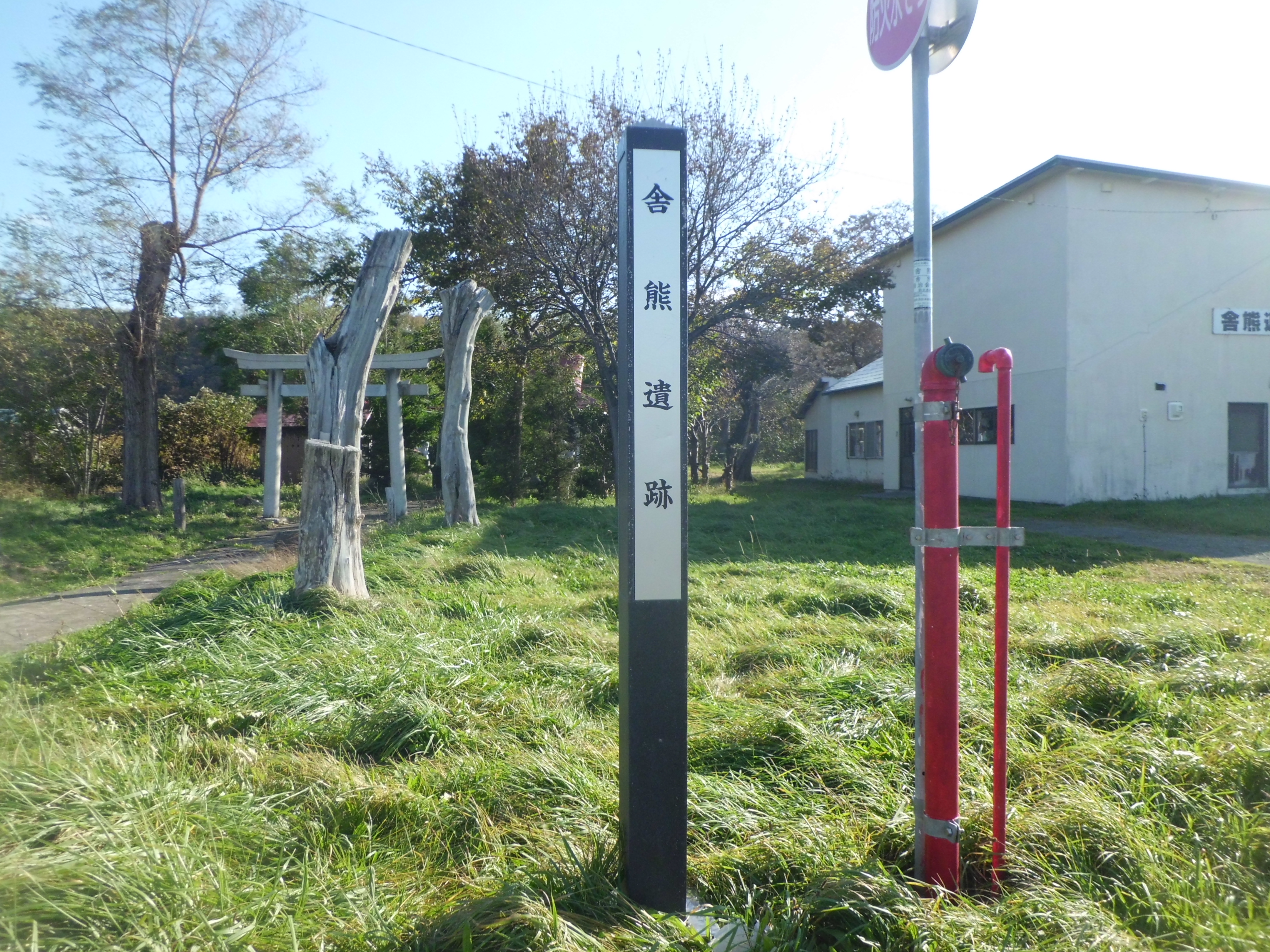
舎熊遺跡

神社周辺からは広範囲にわたって遺物が発見されている。1970年（昭和45年）に増毛町教育委員会による発掘調査が行われ、1980年度（昭和55年度）には町の史跡指定を受けて標柱が立てられた。また1984年（昭和59年）には北海道教育委員会による一般分布調査が行われている。
出土した遺物は、北筒式や擦文式土器などが多い。特筆すべきは縄文時代晩期の東北地方や道南で用いられた亀ヶ岡式土器が含まれていることであり、このことは日本海を経由した道南との往来が活発であったことを思わせる。